# Sarpedon
Sarpedon (grč. Σαρπεδόνος) u grčkoj mitologiji je junak koji se u Trojanskom ratu borio na strani Trojanaca. Zeusov je i Europin sin. Njegova braća su minojski kraljevi Minos i Radamant koji su nakon smrti postali suci u podzemnom svijetu, zajedno s Eakom, nesretnim atletičarem kog su ubila ljubomorna braća.

## Mitologija
Sarpedon je, iako je bio Zeusov sin, bio običan smrtnik. Od božanske naravi svoga oca nije naslijedio gotovo ništa, nasuprot svojoj braći, koja su naslijedila mudrost i snagu. Sarpedon je naslijedio tek nešto nadnaravnu snagu. Unatoč tomu, bio je Zeusov najdraži smrtni sin. Zeus ga je najviše volio, iako je Sarpedon bio smrtnik, samim time osuđen da umre.
U jednom od dramatičnijih dijelova Ilijade, Homer navodi kako Zeus promatra Sarpedona u borbi na strani Trojanaca. On, spreman za bitku, iskače iz svojih bojnih kola. Znajući da će Sarpedon umrijeti u predstojećem dvoboju, Zeus očajnički želi izvući svoga sina iz bitke i prenijeti ga u idilični mir i blagostanje dalekog otoka. Hera ga odgovara od takvog čina, upozoravajući ga na njegove posljedice. Hera mu govori: "Naljutit ćeš druge bogove. I također žele spasiti sinove svoje od smrti sigurne koju rat ovaj nosi! Nitko te od bogova besmrtnih neće slaviti!" Zeus prolijeva gorke suze, znajući da je Hera u pravu. U tom trenutku grčki ratnik Patroklo napada Sarpedona brončanim kopljem, probadajući ga "točno tamo gdje ošit podržava srce", kako navodi Homer, obarajući ga poput posječenog stabla. No, Zeus ne čini ništa i plačući održava dostojanstvo i autoritet kralja bogova. Umirući, Sarpedon poziva svoga prijatelja Glauka, koji gleda kako Patroklo iz Sarpedonovog tijela izvlači koplje "i ošit s njime, pa je tako izvukao i čovjekov dah i oštricu oružja", navodi Homer. Ranjeni Glauk zgroženo nariče: "Mrtav je naš najhrabriji čovjek Sarpedon, sin Zeusov! Je li Zeus bio uz njega?! Ne, čak nije bio ni uz vlastitog sina!" Zeus sve to promatra, lijući gorke suze i znajući da ne može promijeniti puteve sudbine.
Nakon smrti, Sarpedonovo beživotno tijelo s bojnog polja u oblaku sive izmaglice odnose Hipno (San) i Thanatos (Smrt).